# Italo-Tunisiens

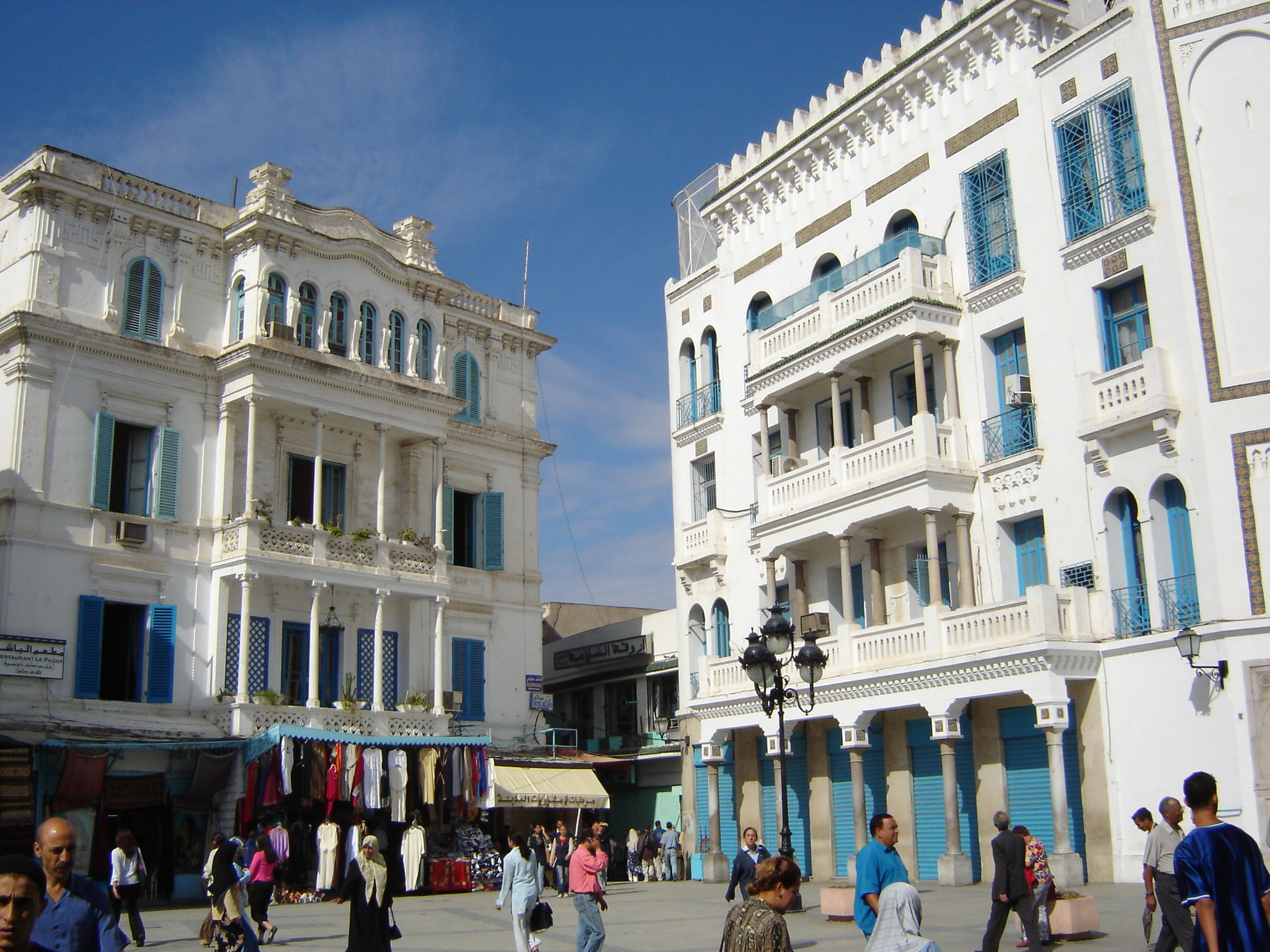
Édifices de Tunis montrant des éléments architecturaux caractéristiques du style liberty italien.

Les Italo-Tunisiens ou Italiens de Tunisie constituent une colonie d'Italiens émigrés en Tunisie principalement au cours des XIXe et XXe siècles. Ils étaient plus de 100 000 au début des années 1900 mais ne sont plus maintenant que quelques milliers.

## Histoire
Les premiers Italiens à s'installer en Tunisie sont les Génois (Tabarquins) qui occupent l'île de Tabarka, près de la côte septentrionale de la Tunisie, dans le but de pêcher le corail local et d'établir une base pour leurs activités commerciales. L'île appartient ainsi à la famille génoise des Lomellini entre 1540 et 1742.

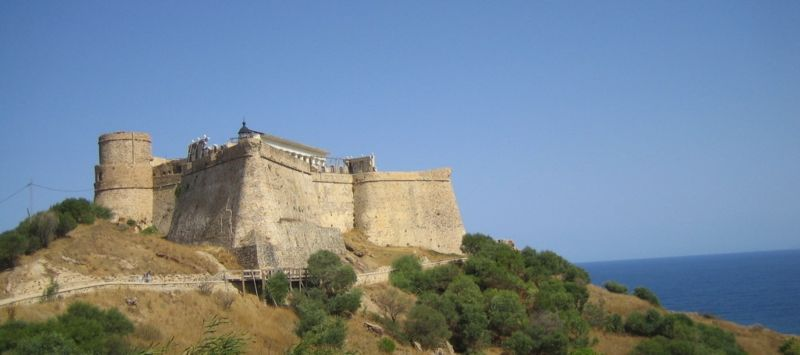
Vue du fort génois de Tabarka.

Au XVIe siècle, de nombreux Juifs émigrent de Livourne vers Tunis. Ils lancent des échanges commerciaux avec l'Italie qui dureront jusqu'à l'époque napoléonienne. À l'orée du XIXe siècle, ce sont de nombreux réfugiés et exilés, au nombre desquels un certain Giuseppe Garibaldi, qui viennent grossir les rangs des Italo-Tunisiens.
Une fois réalisée l'unification italienne, on enregistre une émigration notable de Siciliens à destination de la Tunisie, à tel point que ceux-ci représentent alors jusqu'à 70 % de la communauté d'origine italienne du pays et font des Italo-Tunisiens l'ethnie d'origine européenne la plus importante. L'occupation de la Tunisie par la France, à compter de 1881, marque le début d'une période d'assimilation graduelle autant que forcée des populations d'origine italienne. Les Français considèrent en effet les Italo-Tunisiens comme un danger, y faisant référence par l'expression de « péril italien » en raison des visées coloniales du gouvernement italien sur la Tunisie. La présence des Italiens au sein de la société tunisienne et dans sa réalité culturelle et commerciale était telle que Laura Davi, dans ses Mémoires italiennes en Tunisie, écrit que « la Tunisie est une colonie italienne administrée par des fonctionnaires français ».

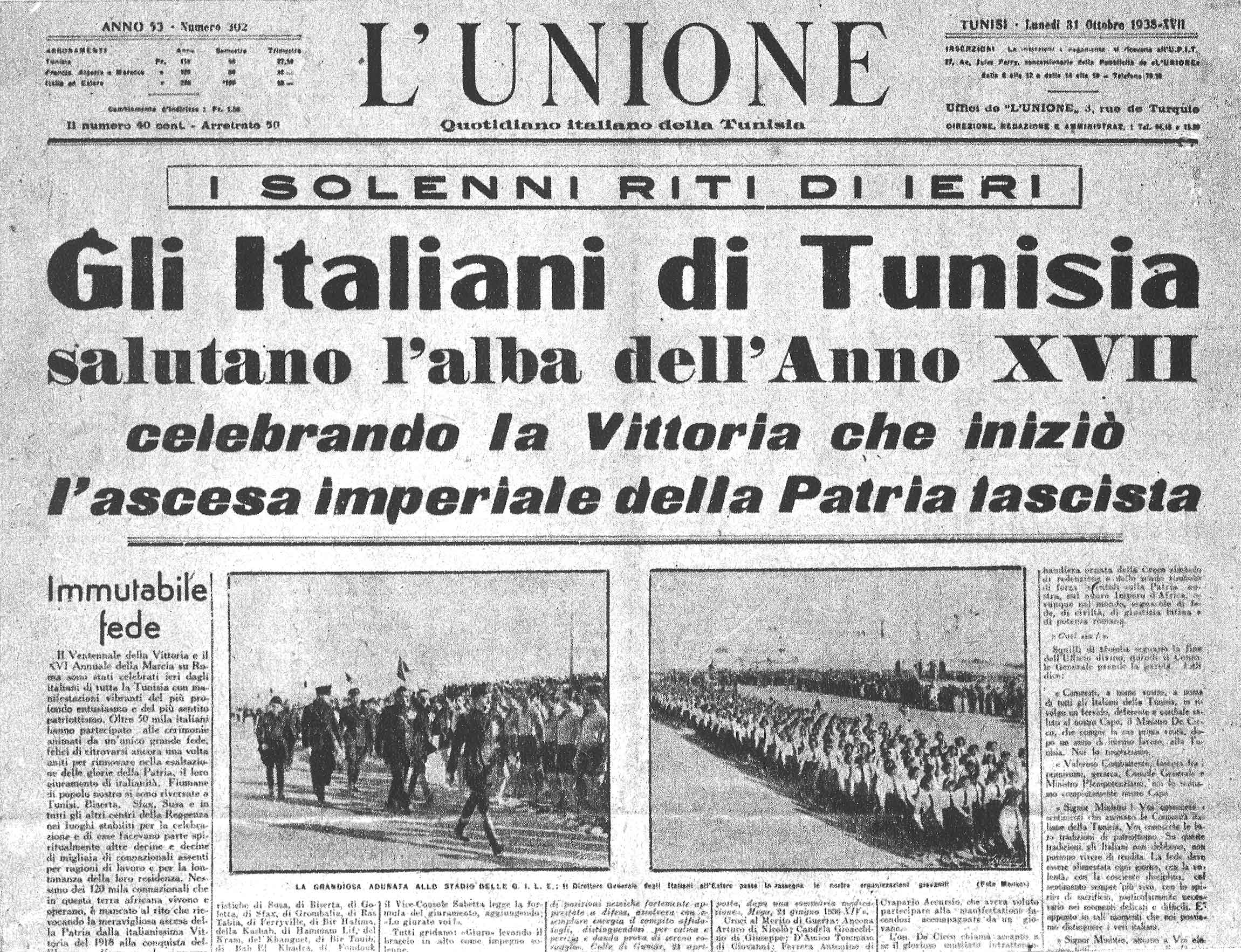
Manifestation d'Italiens en Tunisie rapportée en octobre 1938.

Benito Mussolini, pour des motivations nationalistes, apporte un large soutien aux Italo-Tunisiens, construisant des écoles et hôpitaux, créant également des banques et des organisations à but humanitaire à leur intention. Bien que nombre d'Italiens de Tunisie soutiennent eux-mêmes le mouvement fasciste, lorsque les forces de l'Axe occupent le pays à compter de novembre 1942, aucun d'eux n'accepte de rejoindre les unités militaires combattant les Alliés. La victoire alliée en Tunisie en mai 1943, à l'issue de la campagne de Tunisie, marque le début de la dispersion de la communauté italienne : les Français menés par Charles de Gaulle ferment immédiatement les écoles et journaux d'expression italienne. Dans les années 1950, les Italo-Tunisiens subissent les conséquences de la guerre d'indépendance lancée par les Tunisiens contre la France et sont contraints d'émigrer en masse, d'une manière comparable au sort qui attendra les Français de Tunisie et d'Algérie notamment, et plus généralement les populations européens confrontées à la décolonisation.
Selon le recensement effectué par les autorités du protectorat français en 1926, les Européens sont alors au nombre de 173 281 dont 89 216 Italiens, 71 020 Français et 8 396 Maltais. En 1946, on recense 84 935 Italiens en Tunisie, 51 702 en 1959 et moins de 10 000 en 1969. En 2003, ils ne sont plus qu'environ 3 000, dont à peine 900 descendent directement des immigrants du début du XIXe siècle, concentrés principalement dans la zone urbaine de Tunis.

## «Gifle de Tunis»

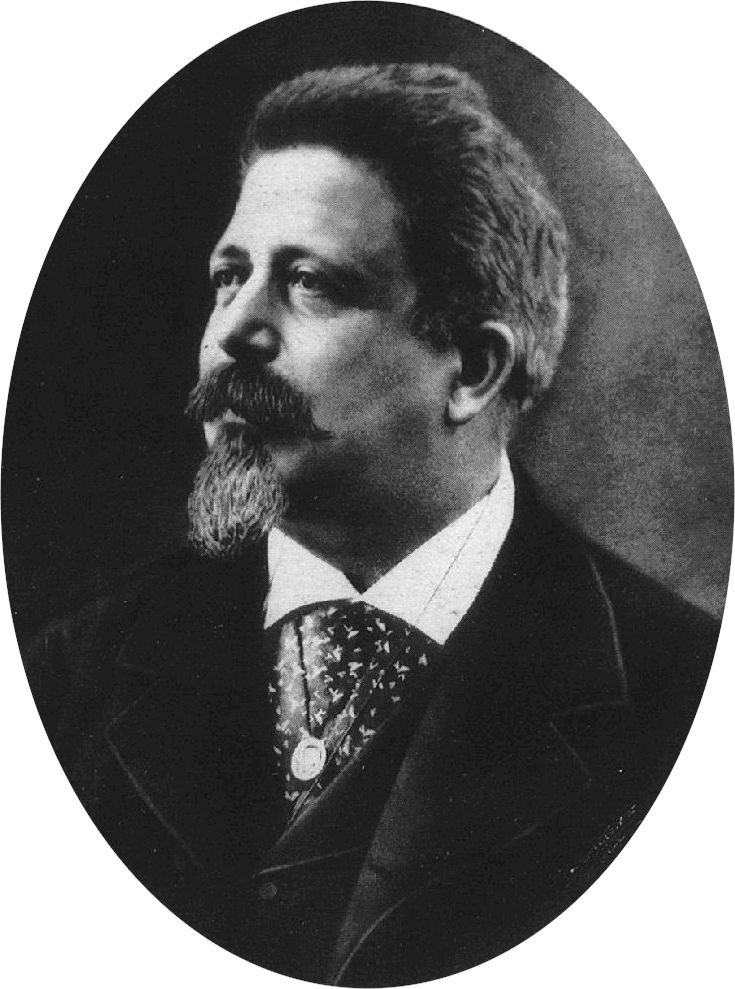
Benedetto Cairoli, le premier ministre qui subit la « gifle de Tunis » et fut contraint à la démission.

La « gifle de Tunis » (schiaffo di Tunisi en italien) désigne l'humiliation subie par l'Italie en 1881 de la part des Français qui établissent un protectorat sur la Tunisie, mettant ainsi un terme aux visées coloniales de l'Italie sur le territoire.
L'Italie avait signé le 8 septembre 1868 un traité avec la Tunisie qui, pour une durée de 28 ans, régulait le régime des capitulations. L'accord international garantissait à la Tunisie des droits et privilèges et une immunité envers divers États pré-unitaires italiens. La communauté italienne conservait sa nationalité d'origine et ne dépendait de la juridiction consulaire qu'en matières civile, commerciale et juridique et non en matière immobilière, cette dernière étant placée sous la juridiction des tribunaux du bey de Tunis. L'alliance civile assurait aux Italiens la liberté de commerce et un privilège unique d'extraterritorialité pour leurs établissements. En matière de pêche et de navigation, ils bénéficiaient du même traitement que les Tunisiens. Enfin, le bey ne pouvait modifier les tarifs douaniers sans, au préalable, consulter le gouvernement italien.
Le principal objectif de politique étrangère visé par le gouvernement de Benedetto Cairoli était la colonisation de la Tunisie que se disputaient la France et l'Italie. Cairoli, comme l'avait fait Agostino Depretis avant lui, ne se résolut pas à procéder à une occupation, étant en général hostile à une politique militariste. Il croyait en outre que la France pouvait faire face à l'opposition du Royaume-Uni, hostile à l'élargissement de la sphère d'influence française en Afrique du Nord. En fait, le Royaume-Uni était d'une manière générale hostile à l'idée qu'une seule puissance puisse contrôler le canal de Sicile dans son ensemble.
C'est dans ces circonstances que le gouvernement italien se laisse surprendre, le 12 mai 1881, lorsque les Français imposent le protectorat à la Tunisie par la signature du traité du Bardo. Ces événements sont ultérieurement vus comme une confirmation de la faiblesse des positions internationales de l'Italie et renforcent les polémiques consécutives au congrès de Berlin. Ils démontrent en outre la dimension velléitaire de la politique de Cairoli et Depretis, l'impossibilité d'une alliance avec les Français et la nécessité d'un rapprochement avec Berlin et, par conséquent, Vienne.
L'inversion de sa politique étrangère durant la décennie passée ne pouvant être laissée aux mains des mêmes hommes politiques, Cairoli reconnait la nécessité de sa démission qu'il remet le 29 mai 1881, évitant ainsi que la Chambre des députés ne l'évince définitivement. Il disparait malgré tout de la scène politique à la suite de cette crise.
L'opportunité manquée d'occupation de la part du royaume d'Italie entraîne, dans les décennies suivantes, une prédominance progressive de la communauté française au détriment de la communauté italienne en Tunisie.

## La Goulette: un bourg «italien» en Tunisie

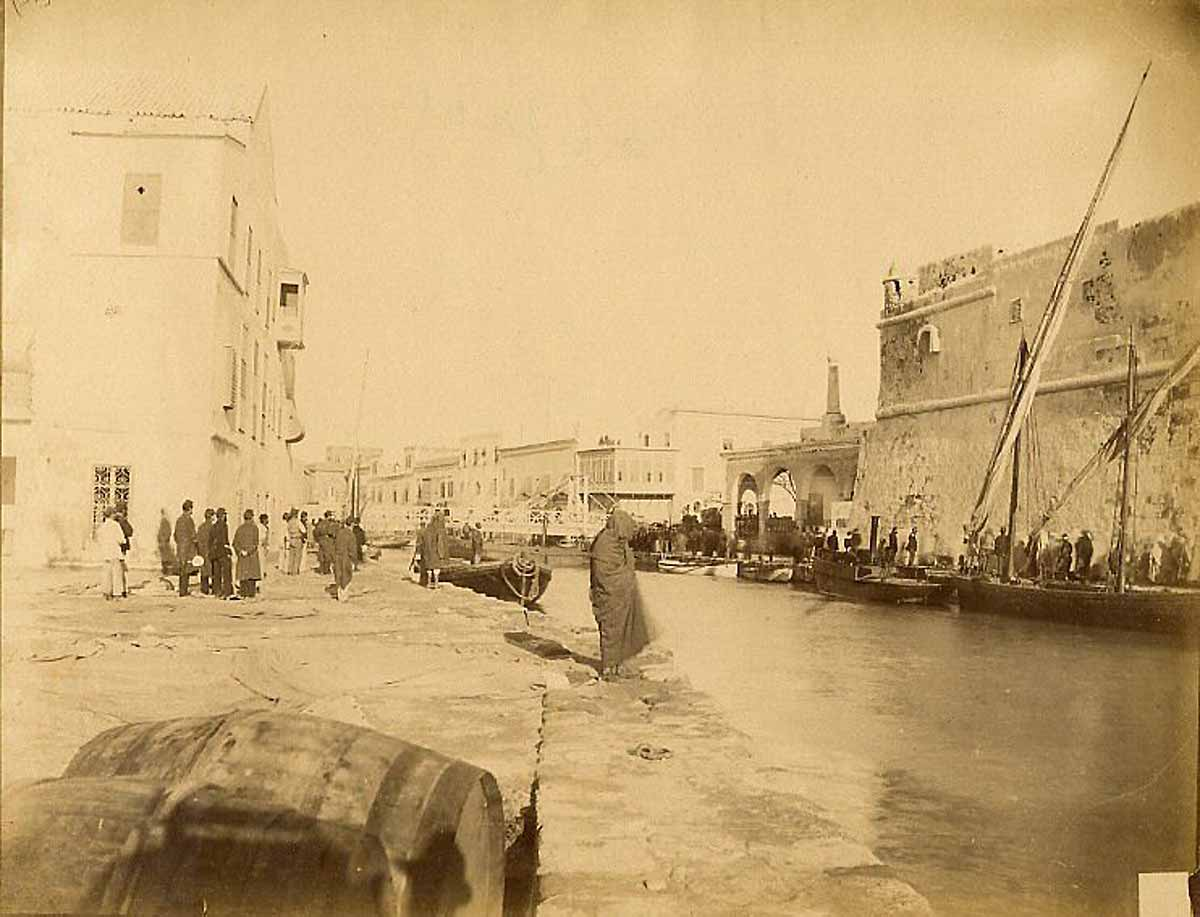
Vue du canal de La Goulette vers 1880.

Le bourg de La Goulette, à dix kilomètres au nord-est de Tunis, est emblématique de la présence italienne en Tunisie. Il se développe à partir du milieu du XVIIIe siècle en tant que quartier, par extension, de la capitale à la suite de l'arrivée, du départ en de faibles proportions, d'immigrés maltais et siciliens. Ces derniers sont issus en majorité des provinces de Palerme, Trapani et Agrigente. Ces nouveaux arrivants sont attirés par les opportunités de travail liées aux activités maritimes et portuaires. Le nom originel du quartier, La Goletta, est probablement dû au fait que le visiteur se trouve pris dans un petit « conduit » (gola en italien) fluvial et lui a été donné par les premiers occupants d'origine italienne avant d'être francisé en « goulette ». À partir de 1868, année de la signature du traité tuniso-italien de La Goulette qui encourage l'immigration en Tunisie, l'arrivée des Italiens se fait de plus en plus massive jusqu'à assumer la portée d'authentiques vagues d'immigration qui changent la physionomie de la ville. En effet, durant ces années-là, les États-Unis sont encore un but trop difficile à rallier pour les Siciliens et autres Maltais à la recherche de la fortune. C'est pourquoi le flux migratoire se rabat sur la Tunisie voisine. La très grande majorité de ces colons — qui sont journaliers, artisans, mineurs et pêcheurs — arrive à La Goulette dans une situation de substantielle misère.
Toutefois, en seulement quelques décennies, les Italiens se relèvent de cette indigence et deviennent majoritaires au sein la ville, donnant vie au quartier de La Petite Sicile (à ne pas confondre avec le quartier homonyme de Tunis).
| Année                                                                         | Tunisiens musulmans | Tunisiens israélites | Français | Italiens       | Maltais | Total  |
| ----------------------------------------------------------------------------- | ------------------- | -------------------- | -------- | -------------- | ------- | ------ |
| 1921                                                                          | 778                 | 1 540                | 772      | 2 449 (40,8 %) | 381     | 5 997  |
| 1926                                                                          | 1 998               | 2 074                | 1 264    | 2 921 (33,8 %) | 299     | 8 653  |
| 1931                                                                          | 2 274               | 843                  | 2 233    | 3 476 (37,5 %) | 332     | 9 260  |
| 1936                                                                          | 2 343               | 1 668                | 2 713    | 3 801 (35 %)   | 265     | 10 862 |
| Sources : Paul Sebag, Tunis : histoire d'une ville, Paris, L'Harmattan, 1998. |                     |                      |          |                |         |        |

Entre-temps est fondée une chambre de commerce (1884), la Banca Siciliana, le quotidien L'Unione et d'autres organismes culturels et d'assistance dédiés aux Italiens (théâtres, cinémas, écoles et hôpitaux). Les nouveaux venus vivent ainsi pacifiquement aux côtés de la population autochtone. Par ailleurs, les deux communautés se mélangent en partie par l'intermédiaire de mariages mixtes. Dans ce contexte de cosmopolitanisme animé, les interactions culturelles sont fréquentes, tant au niveau vestimentaire ou traditionnel que dans la solennité religieuse. Ce métissage est d'ailleurs immortalisé dans le film Un été à La Goulette de Férid Boughedir. Si les Italiens de Tunisie sont déjà près de 25 000 en 1870, ils sont 89 216 à l'occasion du recensement de 1926, parmi lesquels une partie résident à La Goulette.
En 1964, quand le président Habib Bourguiba ordonne la saisie des terres agricoles possédées par des étrangers, ces derniers prennent le chemin de l'exil. Les Italiens de La Goulette, n'ayant que des documents français, n'ont d'autre choix que de chercher une nouvelle vie en France où ils vont s'ajouter aux pieds-noirs en provenance d'Algérie. Les quelques vestiges du passé européen de La Goulette sont l'église Saint-Augustin-et-Saint-Fidèle, quelques maisons portant l'inscription liberty et quelques phrases en dialecte sicilien restées dans la mémoire des plus anciens Tunisiens. Il reste pour maintenir un lien avec la terre natale de beaucoup d'exilés, Il Corriere di Tunisi, périodique né en 1956 et diffusé outre-mer auprès de la diaspora de La Goulette dont la plus célèbre représentante est l'actrice Claudia Cardinale, qui prend la route du succès après son élection en 1957 comme la plus belle Italienne de Tunis.

## Héritage italien
La présence italienne en Tunisie a laissé de nombreuses traces, de la construction de rues et d'édifices aux domaines de la littérature, de l'industrie, du commerce, des finances et de la gastronomie. De petites agglomérations comme La Goulette, à proximité de Tunis, ont été pratiquement intégralement construites par les Italo-Tunisiens. À Tunis et Bizerte, il existe encore aujourd'hui des « quartiers siciliens ».
Bien que contraints à l'exil au cours des années 1950 et 1960, les Italiens ont laissé une empreinte importante en Tunisie. Conséquemment, l'arabe tunisien a emprunté de nombreux mots ou expressions à l'italien.

## Italo-Tunisiens célèbres
Voici une liste non exhaustive présentant quelques personnalités d'origine italo-tunisienne :
- Loris Azzaro, parfumeur ;
- Claudia Cardinale, actrice internationale ;
- Antonio Corpora, peintre ;
- Nicola Pietrangeli, champion de tennis, vainqueur de la Coupe Davis ;
- Marius Scalesi, poète et écrivain ;
- Sicca Venier, poète et écrivain.

### Français
- Mustapha Kraïem, Le fascisme et les Italiens de Tunisie (1918-1939), Tunis, Centre d'études et de recherches économiques et sociales, 1987, 198 p.
- Serge La Barbera (préf. Lucette Valensi), Les Français de Tunisie : 1930-1950, Paris, L'Harmattan, coll. « Histoire et perspectives méditerranéennes », 2006, 405 p. (ISBN 978-2296010758, lire en ligne).
- Henri de Montety, « Les Italiens en Tunisie », Politique étrangère, vol. 2, no 5,‎ 1937, p. 409-425 (ISSN 0032-342X, lire en ligne, consulté le 26 mai 2023).
- Romain H. Rainero, Les Italiens dans la Tunisie contemporaine, Paris, Publisud, 2002, 251 p. (ISBN 978-2866009137).
- Adrien Salmieri, « Notes sur la colonie sicilienne de Tunisie entre 19e et 20e siècles », dans Ailleurs, d'ailleurs, Paris, Presses Sorbonne Nouvelle, 1996 (lire en ligne), p. 31–68.

### Anglais
- (en) Robert Foerster, The Italian Emigration of Our Times, New York, Arno Press (en), 1969 (ISBN 978-0405005220).
- (en) Ion Smeaton Munro, Trough Fascism to World Power : A History of the Revolution in Italy, Freeport (New York), Books for Libraries Press, 1971, 419 p. (ISBN 978-0836959123).
- (en) Herbert Priestley, France Overseas : A Study of Modern Imperialism, Londres, Octagon Books, 1938, 463 p.
- (en) Janice Alberti Russell, The Italian community in Tunisia, 1861-1961 : A viable minority, New York, Université Columbia, 1977, 904 p.
- (en) Bruce Allen Watson, Exit Rommel : The Tunisian Campaign, 1942-43, Mechanicsburg (Pennsylvanie), Stackpole Books (en), coll. « Stackpole Military History Series », 1999, 221 p. (ISBN 978-0811733816).

### Italien
- (it) Francesco Bonura, Gli Italiani in Tunisia ed il problema della naturalizzazione, Rome, Edizioni Tiber, 1929, 176 p.
- (it) Giuliano Mion, « Osservazioni sul sistema verbale dell'arabo di Tunisi », Rivista degli Studi Orientali (it), vol. 78, nos 1-2,‎ 2004, p. 243-255 (ISSN 0392-4866, lire en ligne, consulté le 26 mai 2023).